# Tiela
La tiela (en occità, tièla o tièla a la setòria) és una especialitat culinària de Seta. És una mena de panada o coca tapada amb un guarniment fet de calamars o de polps tallats més o menys finament, barrejats amb una salsa de tomàquet i pebre, que pot ser lleugerament picant. La pasta és típicament de pa. Se'n pot farcir també amb sardina, ous i espinacs. Es menja fred o tebi, generalment com a primer plat.

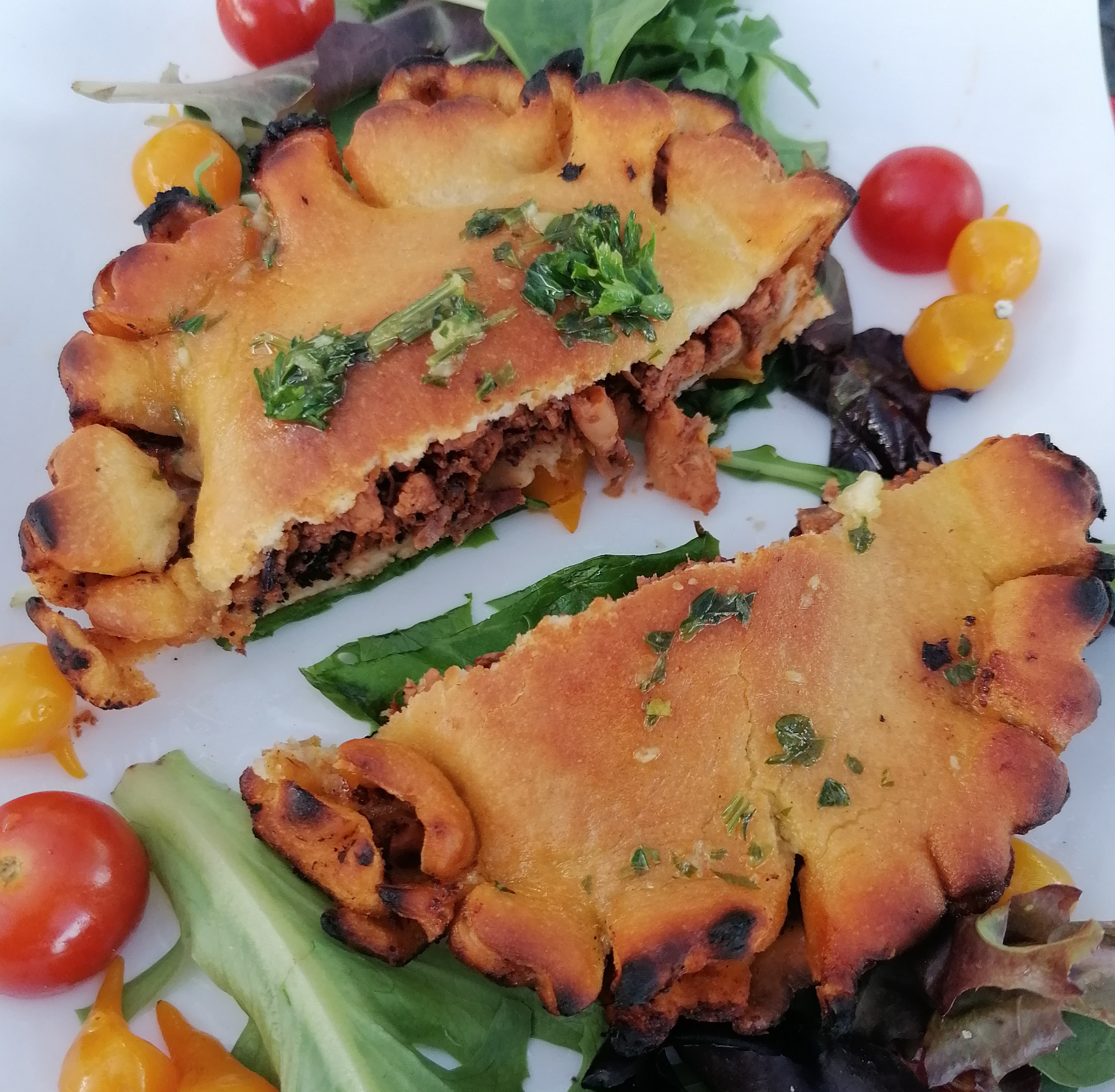
Tiela tallada per la meitat amb amanida

## Origen
El 1937, la primera tiela fou venuda per Adrienne Pagès (1896-1962).
La mida varia entre els 10 cm i els 15 cm de diàmetre, i per a dues persones, tanmateix existeixen tieles més grans (per a fins a deu persones).
Aquest menjar no és sempre disponible fora de la regió i es concentra al seu Llenguadoc natal. Hi ha una societat anomenada "Midi Tielles" qui s'encarrega de distribuir-ne, tot i que les trobem més aviat en forns de pa, supermercats i peixateries a la rodalia de Seta.